# Ebbe Skovdahl
Ebbe Skovdahl, född 5 juli 1945 i Köpenhamn, död 23 oktober 2020, var en dansk fotbollsspelare och fotbollstränare. Han var morbror till två av de mest kända danska fotbollsspelarna, Michael Laudrup och Brian Laudrup.
Skovdahl är mest känd för sin framgångsrika tid som chefstränare för Brøndby IF, där han var sammanlagd mer än tio år under 1980- och 1990-talet. Han vann fem danska mästerskaper med klubben däribland tre i rad 1996-98. Dessutom var han tränare när Brøndby som det första danska laget kvalificerade sig till gruppspelet i Uefa Champions League år 1998. 
Framgångarna med Brøndby gjorde att Skovdahl två gånger under sin karriär fick möjlighet att träna utländska lag; portugisiska storlaget SL Benfica 1987 samt skotska Aberdeen FC 1999-2003. Skovdahls sista stopp som tränare blev BK Frem, innan ryggproblem gjorde att han 2005 gick i pension. 
Skovdahl avled 2020 i långvarig cancer. Ebbe Skovdahl Fan Lounge på Brøndby Stadion är uppkallad efter honom.